# Cantón de Montlieu-la-Garde
El cantón de Montlieu-la-Garde era una división administrativa francesa, que estaba situada en el departamento de Charente Marítimo y la región de Poitou-Charentes.

## Composición
El cantón estaba formado por trece comunas:
- Bedenac
- Bussac-Forêt
- Chatenet
- Chepniers
- Chevanceaux
- Le Pin
- Mérignac
- Montlieu-la-Garde
- Orignolles
- Polignac
- Pouillac
- Sainte-Colombe
- Saint-Palais-de-Négrignac

## Supresión del cantón de Montlieu-la-Garde
En aplicación del Decreto nº 2014-269 de 27 de febrero de 2014, el cantón de Montlieu-la-Garde fue suprimido el 22 de marzo de 2015 y sus 13 comunas pasaron a formar parte del nuevo cantón de Los Tres Montes.